# Azteca (novela)
Azteca es una novela publicada en 1980, del autor Gary Jennings.
Está escrita como una serie de cartas que el Obispo Fray Juan de Zumárraga dirige al Rey Carlos V como respuesta a su solicitud de documentar la historia de los habitantes de los pueblos del territorio que hoy es México, basados en relatos de los ancianos. Fray Juan de Zumárraga entrevista a Tiléctic-Mixtli (Nube Oscura), un anciano Azteca que cuenta con detalle la historia de su pasado y con ella las costumbres de su pueblo antes de la llegada de los españoles. El autor vivió durante doce años en México realizando investigaciones para escribir la novela.

## Análisis
La historia se basa en los requerimientos que en su tiempo hizo Carlos V a los misioneros Católicos en América para que recopilaran la historia de esos lugares. Para dar cumplimiento a esta petición, el Obispo Juan de Zumárraga, hace que un anciano azteca, Mixtli, narre la historia de su vida ante un grupo de frailes expertos en notas tironianas (antecedentes de las notas taquigráficas). Cada capítulo aparece en la forma de notas taquigráficas de las palabras de Mixtli, con una introducción de Zúmarraga dirigida a Carlos V.
La historia se desarrolla a un ritmo muy vivo, mostrando de manera bastante natural las costumbres de los pueblos prehispánicos del territorio que hoy es México. La narración incorpora la mayor cantidad de información posible de las costumbres de cada uno de los pueblos (no hay que olvidar la larga estadía del autor en México con ese propósito). Algunas de las frases de los personajes están construidas con una bella poesía, mostrando reflexiones del autor acerca de la vida, la muerte y el amor.

## Temas
La predestinación, la idea de que todos los sucesos en la vida de una persona tienen un objetivo que no es muy claro, pero que al final de la vida se revela. Mixtli no entiende cuál es la causa de sus continuos sufrimientos pero al final, entiende que son parte de un proceso para convertirlo en un medio de expresión de los dioses.
El amor, visto como la expresión de la fuerza de la vida con una fuerte connotación sexual.
La muerte, expresada como un medio para la evolución y no como el fin de un proceso. Los aztecas creían que este mundo era solo una antesala muy breve a la verdadera vida que esperaba después de la muerte.
A lo largo de la novela, Mixtli critica, no solo al cristianismo, sino también la hipocresía de los españoles en abrazar el cristianismo y al mismo tiempo participar en actos de gran violencia y degradación hacia los indígenas mexicanos. Todo ello en un tono de supuesto respeto que dirige hacia los frailes de manera que sus acusaciones parecieran las de un niño inocente e ingenuo pero que cargan sin lugar a dudas con fuertes críticas y comparaciones que evidencian las relaciones entre las prácticas "salvajes e incivilizadas" de los aztecas y las prácticas religiosas de los españoles, cabe destacar el sarcasmo en la personalidad de Mixtli y su inteligencia, puesto que en el libro se hace notar la facilidad con la que aprendió el idioma español y las costumbres de los hombres blancos, además de la cantidad de travesías por las que paso en su vida y a las que sobrevivió gracias a dicha inteligencia. Mixtli en una de sus últimas reflexiones expresa que, posiblemente, como consecuencia de la guerra se dio una mezcla entre españoles e indígenas de la peor clase.

## Argumento
Mixtli vivía en un pueblo llamado Xaltocán, donde había nacido el vigésimo día del mes llamado septiembre, en el año de 1466, durante el reinado de Moctezuma. La comadrona le dio por nombre “Siete Flor”, por los peligros que podría vivir durante la infancia hasta que cumpliera 7 años. Entonces le sería dado un nombre de adulto más distintivo. 
Mixtli había nacido dentro de la clase media de la sociedad; de los “afortunados”, llamados así porque estaban libres de las pesadas responsabilidades de las clases altas, y porque también eran libres de ser maltratados como lo eran las clases bajas, donde la mayoría de la población eran canteros. Su familia la formaban sus padres y su hermana Tzitzitlini.
Gracias a que Xaltocán era un pueblo donde se intercambiaban mercancías, la gente construía sus casas con piedra caliza, cuando la mayoría de otras comunidades construían sus casas con ladrillos de barro secados al sol, con madera o con cañas, en donde las familias vivían apretadas en un solo edificio.
Cuando los aztecas cumplían la edad de 13 años eran considerados como adultos y ya podían usar taparrabos.
Desde muy niño, Mixtli comienza a experimentar problemas oculares progresivos y mala visión a distancia, y se da cuenta de que presenta una deformación de la córnea, que hoy se conoce como queratocono la cual marcaría el rumbo de su vida. Es durante su niñez que desarrolla una fuerte amistad con dos niños de su misma aldea: Chimali y Tlatli.
Mixtli se involucra en una relación incestuosa y secreta con su hermana (a pesar de que el incesto era duramente castigado). Esta relación se complica aún más debido a que Tzitzitlini es cortejada por Pactli (Alegría), el hijo del gobernante de Xaltocan.
De acuerdo con su clase social, Mixtli asistió a la escuela elemental, donde se le entrenó en el manejo de armas y aprendió de forma rudimentaria la escritura, las costumbres y la historia de su pueblo.
Al finalizar su educación, Mixtli ve truncados sus deseos de incrementar sus estudios de escritura. Su frustración aumenta al saber que sus amigos, Chimali y Tlatli, reciben una invitación para estudiar escultura en una escuela en Tenochtitlán, la capital del imperio. 
La situación de Mixtli y su hermana empeora cuando Pactli revela sus intenciones de casarse con Tzitzitlini.
Debido a un encuentro fortuito con un extraño, que se maravilla del conocimiento de la escritura de Mixtli, este recibe la invitación del gobernante de Texcoco, Nezahualpili, de ser educado en la corte.
Al llegar a la corte de Texcoco, la esposa principal del gobernante, la Señora de Tolan, le da la bienvenida al palacio y le hace entrega de un niño esclavo llamado Cozcatl, el cual estaría exclusivamente a su servicio.
Debido a su buena relación con Nezahualpili, este le pide cuidar a su nueva y joven esposa llamada Muñeca de Jade. Antes de darle esta responsabilidad, el emperador hace jurar a Mixtli obedecer en todo a Muñeca de Jade. El juramento implicaría un terrible dilema moral para Mixtli.
Muñeca de Jade se revela como una mujer que, bajo una apariencia inocente, esconde una personalidad dominante y obsesionada con la búsqueda de amantes de ambos sexos. Aunque Mixtli desea informar al Nezahualpili, el juramento de obediencia total a Muñeca de Jade se lo impide.
Para conservar el secreto de su infidelidad, Muñeca de Jade ordena el asesinato de sus amantes para que después los cocineros remuevan la carne de los huesos de las víctimas, esqueletos son utilizados como "armazones" para las estatuas de los escultores del palacio.
En una de sus visitas al hogar de sus padres, Mixtli recibe la noticia de que sus amigos Chimali y Tlatli, quienes ahora sostienen una relación sentimental, han sido invitados a trabajar al servicio de Muñeca de Jade como escultores. Mixtli no puede revelar los secretos del comportamiento de esta mujer y se resigna a ver a sus amigos involucrados en los crímenes.
Tzitzitlini es obligada a participar en una ceremonia religiosa que exige la prueba de su virginidad, al descubrirse que no es virgen se corre el rumor de que escapa, y no se vuelve a saber de ella. Mixtli deduce que Pactli la asesinó.
Para vengar la muerte de su hermana, Mixtli hace que Muñeca de Jade se sienta tentada a convertir a Pactli en uno de sus amantes (lo cual implicaría la muerte de este). 
La venganza de Mixtli sale bien, Pactli es condenado a muerte junto con Muñeca de Jade, al igual que Tlatli y demás sirvientes de Muñeca de Jade, salvándose Chimali por no ser conocida su participación en los hechos. Mixtli y Cozcatl son indultados por Nezahualpili, Chimali quien era amante de Tlatli jura vengarse de Mixtli por la muerte de su pareja.
Al verse desterrado, y deprimido por la suerte Tzitzitlini, Mixtli se ofrece de voluntario para luchar en una guerra florida contra Tlaxcala. Durante la batalla logra hacer prisionero a uno de los más famosos guerreros tlaxcaltecas. Esta acción hace que Mixtli reciba una importante elevación jerárquica dentro del ejército.
Con su nuevo cargo y los regalos que recibe de Nezahualpilli como agradecimiento, Mixtli se convierte en Comerciante. En uno de sus viajes en busca de nuevos productos, conoce a Gie Bele, una joven viuda con dos hijas llamadas Zyanya y Beu Ribé. Mixtli, quien llegó a tener relaciones casuales con Gie Bele, logra recuperar las posesiones que la madre de familia había perdido. En un viaje posterior Mixtli recibe la noticia de que la madre ha muerto. Como agradecimiento a los favores recibidos, ambas hermanas, enamoradas de Mixtli, se ofrecen a acompañarlo en un viaje en busca de la materia prima para un tinte de gran precio. Mixtli solo puede llevar a una de ellas, y prefiere dejar que la suerte decida. La ganadora resultó ser Zyanya, y esto cambia por completo el rumbo de las cosas. Al regreso de ese viaje Mixtli promete tomar a Zyanya como esposa.
Al regreso de su viaje se entera de que Chimali es el escultor oficial. Durante la boda de Mixtli y Zyanya, Chimali se hace presente, lo que provoca que Mixtli lo rete a un duelo a muerte. La situación es complicada porque Mixtli descubre que el Gran Orador de los Mexicas Ahitzotl invitó a Chimali a la ceremonia. 
Chimali es vencido en el duelo y aunque logra salvar la vida por ser el pintor de la corte, Cozcatl le corta la lengua y le vacía los ojos. Al quedar inválido se convierte en pordiosero.
Tiempo después, en sus viajes como comerciante, Mixtli logra conseguir unos lentes de cuarzo de un precio tan elevado que asegura su posición económica. Tiene una hija con Zyanya a la que llaman Nochipa.
Durante una inundación causada por la construcción mal planeada de un acueducto Zyanya muere arrastrada por la corriente al tratar de salvar a un vagabundo que también falleció. Mixtli descubre horrorizado que este vagabundo era Chimali.
Dos años más tarde, al enterarse de la muerte de Zyanya, Beu Ribé decide visitar a Mixtli. A pesar del desprecio que demuestra Beu Ribé por él, Mixtli le permite vivir en su casa.
Después de la muerte de Zyanya, Mixtli es enviado por el Rey con un grupo de campesinos y sacerdotes a fundar un pueblo al sur. Al empezar la fundación, los sacerdotes le piden permiso para realizar ciertas ceremonias. Mixtli debe salir a una expedición y da su autorización a toda prisa, pero nunca pide detalles de esas ceremonias. Al regresar, descubre que las ceremonias requerían el sacrificio de una doncella virgen y que su hija Nochipa había sido seleccionada y sacrificada.
Enloquecido por el dolor, Mixtli y sus guerreros toman represalias contra los sacerdotes y campesinos asesinándolos a todos. Esta masacre lo obliga a regresar a Tenochtitlán con sus guerreros. Durante el regreso, decide casarse con Beu Ribé solamente para tener un heredero. Al término de la ceremonia, Mixtli se embarca en un nuevo viaje, sin Beu Ribé, para evitar el castigo por el fracaso de la colonización.
A su regreso, toma el puesto de funcionario dentro del gobierno de Moctezuma, y gracias a sus conocimientos de los pueblos y de los idiomas, se le encomienda la tarea de investigar la llegada de unos náufragos españoles en tierras mayas.
Los informes de Mixtli no agradan a Moctezuma, que estaba casi convencido de la divinidad de los extranjeros. Posteriormente Mixtli vuelve a ser responsable de averiguar sobre la llegada de más extranjeros. En esta ocasión Mixtli tiene contacto con Hernán Cortés.
El avance de Cortés es incontenible, a pesar de los intentos de Moctezuma por detenerlo. Moctezuma se ve obligado a darle alojamiento y aun de adoptar ciertas costumbres de sus invitados. Ante la pasividad del monarca, los miembros de la nobleza preparan una rebelión. La rebelión encabezada por los nobles provoca la muerte de Moctezuma y la salida de los españoles de Tenochtitlán. 
Cortés reorganiza sus fuerzas y pone sitio a la ciudad, la cual cae en su poder al no poder abastecerse de agua y alimentos.
Mixtli logra salvar la vida y servir como traductor para Cortés en sus expediciones al sur. Después sobrevive trabajando como comerciante en los mercados de la Ciudad de México.
Su narración termina con su petición de regresar a casa, para estar con Beu Ribé, quien el día anterior, por primera vez en su vida, le había dicho que lo amaba y que siempre lo había amado.
Las narraciones de Mixtli ponen de manifiesto que aún conserva ciertas creencias paganas. Esto provoca que se le abra un proceso por herejía. El resultado del juicio es una condena a muerte en la hoguera.
La novela termina con la carta de Zumárraga explicando la ejecución de Mixtli.

## Personajes
- Mixtli: Personaje principal de la novela Azteca, padece queratocono y tienen una habilidad natural para la escritura ideográfica y los idiomas.
- Nochipa: Hija de Mixtli
- Tzitzitlini: Hermana de Mixtli.
- Chimali: Amigo de la infancia de Mixtli.
- Glotón de Sangre: Maestro de artes militares en la escuela elemental azteca.
- Pactli: Príncipe de Xaltocan.
- Cózcatl: Esclavo de Mixtli en la corte del Rey de Texcoco.
- Muñeca de Jade: Joven esposa del rey de Texcoco.
- Zyanya: Esposa de Mixtli.
- Beu Ribé: Hermana de Zyanya.
- Ahuízotl: Huey Tlatoani (Gran orador, rey) Mexica.
- Nezahualpili: Huey Tlatoani Acolhua.
- Moctezuma Xocoyotzin: Huey Tlatoani (Gran orador, rey) Mexica.
- Cuauhtémoc: Último Huey Tlatoani Mexica.
- Hernán Cortés: Conquistador español.
- Ce-Malinali (Malintzin) (Malinche): Traductora y colaboradora de los españoles.
- Fray Juan de Zumárraga: Obispo de México.

## Adaptaciones
El cineasta mexicano Alfonso Aráu se asoció con Grant Turck, quien adquirió los derechos de la novela Azteca y han decidido adaptarla en formato de miniserie para la televisión estadounidense. John Milius negocia para ocuparse del guion. La serie se filmará en México y se realizará en inglés.
Se tiene planeado realizar una serie de películas para el 2013, las cuales serían coproducción mexicana, estadounidense y española. 
- Datos: Q1098736